# Canton de Guillaumes
Le canton de Guillaumes est une ancienne division administrative française, située dans le département des Alpes-Maritimes et la région Provence-Alpes-Côte d'Azur.

## Composition
Le canton de Guillaumes regroupait les communes de :
| Nom                      | Code Insee | Intercommunalité | Population (dernière pop. légale) |
| ------------------------ | ---------- | ---------------- | --------------------------------- |
| Guillaumes (chef-lieu)   | 06071      | CC Alpes d'Azur  | 656 (2014)                        |
| Beuil                    | 06016      | CC Alpes d'Azur  | 516 (2014)                        |
| Châteauneuf-d'Entraunes  | 06040      | CC Alpes d'Azur  | 48 (2014)                         |
| Daluis                   | 06053      | CC Alpes d'Azur  | 149 (2014)                        |
| Entraunes                | 06056      | CC Alpes d'Azur  | 109 (2014)                        |
| Péone                    | 06094      | CC Alpes d'Azur  | 935 (2014)                        |
| Saint-Martin-d'Entraunes | 06125      | CC Alpes d'Azur  | 116 (2014)                        |
| Sauze                    | 06133      | CC Alpes d'Azur  | 82 (2014)                         |
| Villeneuve-d'Entraunes   | 06160      | CC Alpes d'Azur  | 67 (2014)                         |

## Représentation

### conseillers généraux de 1861 à 2015
| Période | Identité                                | Parti                | Qualité |
| --- | --------------------------------------- | -------------------- | --- |
| 1861-1861 | Joseph Durandy                          |                      | Ingénieur |
| 1861-1864 | Comte Eugène Spitalieri de Cessole      |                      | Ancien conseiller à la Cour de Nice Sénateur au Sénat royal de Nice                                                       |
| 1864-1889 (démission) | Joseph Durandy                          | Droite républicaine  | Ingénieur et propriétaire Président du Conseil général (1882-1889)                                                        |
| 1889-1890 (décès) | Jean-Baptiste Durandy                   | Droite               | Ingénieur à Nice |
| 1890-1928 | Just Durandy (1861-1936)                | Républicain          | Avoué à Nice, Directeur du Crédit Foncier de Nice                                                                         |
| 1928-1940 | Julien Agnely                           | Rad.                 | Médecin Maire de Guillaumes (1924-1944)                                                                                   |
| |                                         |                      | |
| 1945-1949 | Jules Ravel                             | PCF                  | Employé du gaz Maire de Guillaumes (1945-1947)                                                                            |
| 1949-1955 | Pierre Augier                           | RGR                  | Médecin à Nice |
| 1955-1961 | Maurice Durandy                         | RS puis UNR          | Médecin - Maire de Guillaumes (1947-1977)                                                                                 |
| 1961-2003 (démission) | Charles Ginésy                          | SE puis DVD puis RPR | Instituteur - Maire de Péone (1959-2001) - Sénateur (1988-2008) Président du Conseil général (1990-2003)                  |
| 2003-2004 | Charles Ange Ginésy (fils du précédent) | UMP                  | Chef d'entreprise Maire de Péone (2001-2017)                                                                              |
| 2004-2011 | Charles Ange Ginésy                     | UMP                  | Maire de Péone Premier vice-président du Conseil général - Député (2005-2007, 2007-2008 et 2009-2010)                     |
| 2011-2015 | Charles Ange Ginésy                     | UMP                  | Maire de Péone Premier vice-président du Conseil général - Député (2012-2017) Élu en 2015 dans le nouveau canton de Vence |
| Une élection cantonale partielle eut lieu en 2003 à la suite de la démission de Charles Ginésy, amenant à l'élection de son fils, Charles Ange Ginésy. |                                         |                      | |

En 2004, à la suite de l'élection dès le premier tour de Charles Ange Ginésy avec près de 66,53 % des voix le canton de Guillaumes est le canton le plus ancré à droite des Alpes-Maritimes.

### Conseillers d'arrondissement (de 1861 à 1940)
Le canton de Guillaumes avait deux conseillers d'arrondissement
| Période                                  | Période      | Identité                          | Étiquette | Qualité |
| ---------------------------------------- | ------------ | --------------------------------- | --------- | --- |
| avant 1869                               |              | Adolphe Durandy (1820-1882)       |           | Notaire, maire de Guillaumes                                                                                |
| avant 1869                               | 1882 (décès) | Félix Gratien Gaymard (1829-1882) |           | Médecin à Guillaumes                                                                                        |
|                                          | 1881 (décès) | M. Baréty                         |           | |
| 1881                                     |              | Charles-Félix Aillaud (1818-1890) |           | Notaire à Guillaumes, suppléant du juge de paix                                                             |
| 1889                                     |              | Jean Désiré Pellat                |           | Notaire à Guillaumes                                                                                        |
| 1889                                     |              | Joseph Ollivier                   |           | Médecin |
|                                          |              |                                   |           | |
| 1907                                     | 1931         | Joseph Long                       |           | Propriétaire, maire de Guillaumes                                                                           |
| 1913                                     | 1931         | M. Arnaud                         |           | |
| 1931                                     | 1940         | Justinien Durandy                 |           | Propriétaire à Villeneuve-d'Entraunes                                                                       |
| 1931                                     | 1937         | Robert Norbert                    |           | Instituteur à Sauze                                                                                         |
| 1937                                     | 1940         | M. Michel                         |           | |
| 1940                                     |              |                                   |           | Les conseils d'arrondissement ont été suspendus par la loi du 12 octobre 1940 et n'ont jamais été réactivés |
| Les données manquantes sont à compléter. |              |                                   |           | |

## Démographie
| 1962  | 1968  | 1975  | 1982  | 1990  | 1999  | 2006  | 2011  | 2012  |
| ----- | ----- | ----- | ----- | ----- | ----- | ----- | ----- | ----- |
| 2 157 | 2 055 | 1 976 | 1 945 | 1 948 | 2 179 | 2 568 | 2 737 | 2 759 |